# Avicularia versicolor
Avicularia versicolor er en edderkopart som først blev beskrevet af Charles Athanase Walckenaer i 1837. Avicularia versicolor indgår i slægten Avicularia og familien Fugleedderkop. Ingen underarter findes.